# Hwang Yau-tai

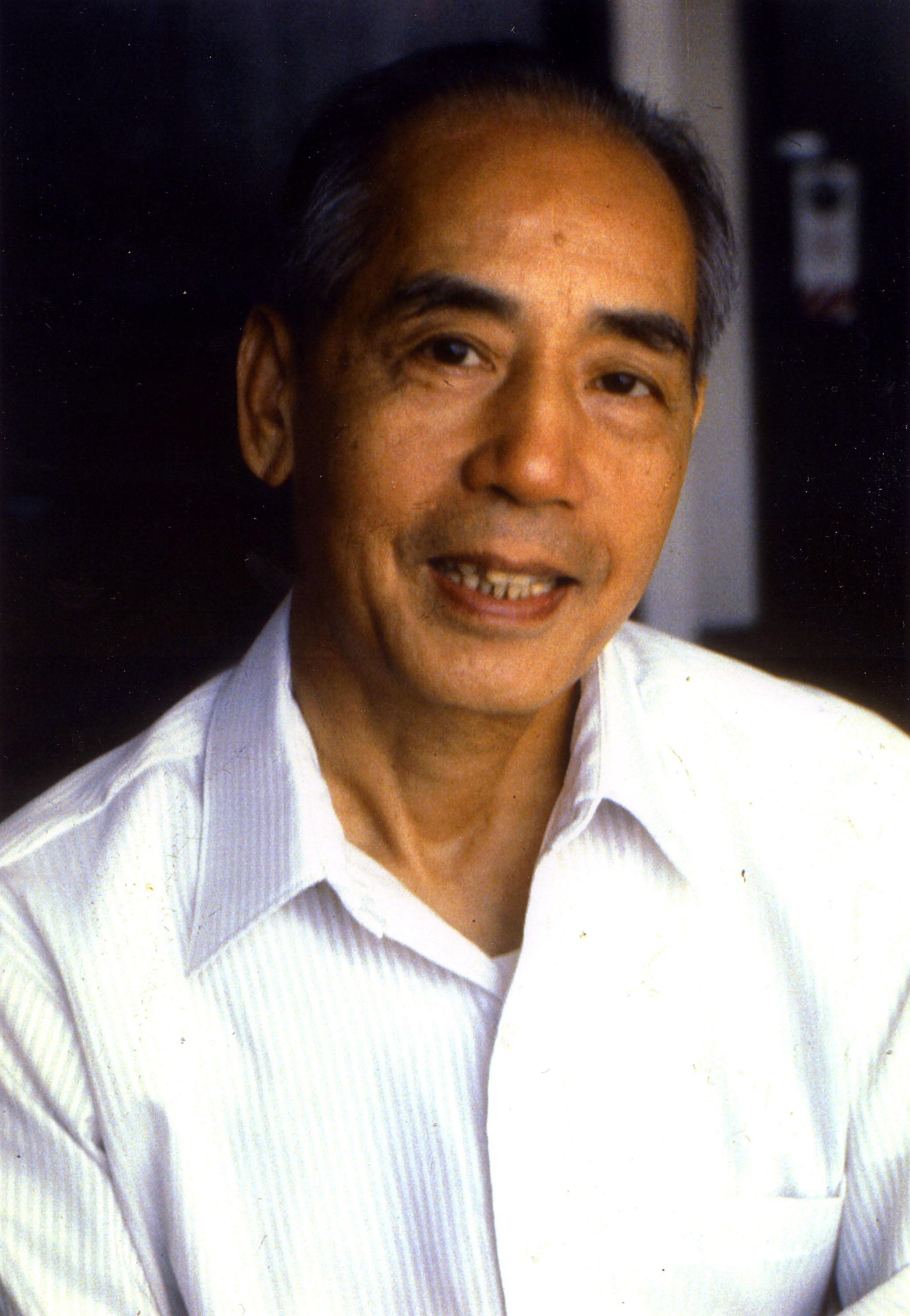
Hwang Yau-tai

Hwang Yau-tai (chinesisch 黃友棣 / 黄友棣, Pinyin Huáng Yǒudì; * 12. Januar 1912 in Gaoyao, Guangdong; † 4. Juli 2010 in Kaohsiung) war ein chinesischer Komponist, Pianist, Violinist und Musikpädagoge.

## Leben
Hwang lernte mehrere chinesische Instrumente. Von 1930 bis 1934 studierte er Pädagogik an der Sun-Yat-sen-Universität in Guangdong. Von 1934 bis 1939 studierte er Klavier bei Alice Lee in Guangzhou und Violine bei Tonoff in Hongkong. 1936 studierte er Violine am Trinity College of Music und bis 1955 am Royal College of Music in London. Während des Zweiten Weltkrieges widmete er sich der Neuen Musik und komponierte mehrere national bekannte Vokalmusiken. Er lehrte an der Staatlichen Universität Sun Yat-sen und wurde später Professor ebenda. Außerdem forschte er zu klassischer chinesischer Musik und publizierte zahlreiche musikwissenschaftliche Artikel. Nach dem Chinesischen Bürgerkrieg siedelte er nach Hongkong über und wirkte zunächst als Gymnasiallehrer. 1952 wurde er für Konzerte nach Taipeh eingeladen und arbeitete mit regimekritischen Schriftstellern und Komponisten zusammen. 1956 lehrte er in Thailand. Von 1957 bis 1963 studierte er Komposition bei Alfredo De Ninno und Franco Margola am Conservatorio di Santa Cecilia sowie Kontrapunkt bei Edgardo Carducci am Pontifical Institute of Sacred Music in Rom. Nach seiner Wiederkehr nach Hongkong lehrte er bis zu seiner Emeritierung 1987 am dortigen Zhuhai College. Zu seinen Schülern gehört Hui Cheung-wai. 1971 übertrug die BBC seine Werke. Seit 1987 lebte er in Kaohsiung und komponierte etwa für das Verteidigungsministerium und buddhistische Gruppen. Er schuf mehr als 180 Kompositionen. 2001 wurde er Ehrenmitglied der Hong Kong Composers’ Guild. Die taiwanischen Präsidenten Chiang Kai-shek and Lee Teng-hui ehrten ihn für sein Engagement für die chinesische Kultur.